# Alma Hulting
Alma Maria Hulting, född 15 september 1867 i Karlsborg, död  25 maj 1916 i Solna, var en svensk operasångare.
Hon var dotter till garnisonsläkaren Ludvig Hulting och Fredrique Bergenstråle. Hon studerade vid Musikaliska akademien 1886.
Hulting gjorde debut vid Kungliga Operan 1893. Hon gjorde turnéer i USA, Finland och Danmark. Bland hennes roller fanns Donna Anna i Don Juan, Ortrud i Lohengrin, Agatha i Friskytten, Jolantha och Pamina i Trollflöjten.